# Al-Quadin Muhammad
Al-Quadin Muhammad (Irvington, Nueva Jersey, 28 de marzo de 1995) es un jugador profesional estadounidense de fútbol americano que se desempeña en la posición de defensive end en Dallas Cowboys, equipo de la National Football League (NFL).

## Carrera
Fue seleccionado en la sexta ronda en la Reunión Anual de Selección de Jugadores de la NFL de 2017. Hizo su debut profesional con el equipo New Orleans Saints, en el cual jugó una temporada (2017-2018), después pasó a Indianapolis Colts (2018-2022), luego a Chicago Bears (2022-2023), posteriormente regresó a Indianapolis Colts (2023-2024), y finalmente pasó a Dallas Cowboys, donde lleva jugando una temporada.